# 科里瓦拉卡山
14°36′05″S 72°47′10″W / 14.60139°S 72.78611°W
科里瓦拉卡山（Quri Waraqa），是秘魯的山峰，位於該國南部阿普里馬克大區，由安塔班巴省的安塔班巴區和胡安埃斯皮諾薩梅德拉諾區負責管轄，屬於萬索山脈的一部分，海拔高度5,000米。